# Moussa Dadis Camara
El capitán Moussa Dadis Camara, es un exoficial del ejército guineano. Ejerció como presidente de su país al encabezar el Consejo Nacional para la Democracia y el Desarrollo desde diciembre de 2008 hasta enero de 2010. Tomó el poder tras un golpe de Estado acaecido el 24 de diciembre de 2008 tras la muerte del antiguo presidente Lansana Conté.
El 28 de septiembre de 2009 se produjeron protestas en la capital, Conakri, para exigir la dimisión de Camara. Las fuerzas de seguridad respondieron con fuerza y varias decenas de personas murieron. El 3 de diciembre de 2009, Camara recibió un disparo en la cabeza durante un intento de asesinato y posteriormente abandonó el país y se trasladó a Marruecos para recibir tratamiento médico. Sékouba Konaté asumió el cargo de presidente interino, y Estados Unidos y Francia expresaron su deseo de mantener a Camara fuera del país.  Desde entonces se ha exiliado en Burkina Faso, donde se convirtió del islam al catolicismo, cambiando su nombre de Moussa a la forma francesa, Moïse.

## Primeros años
Se unió al Ejército de Guinea en 1990 como cabo y más tarde fue nombrado Jefe de Combustibles en la base militar guineana en Kindia, a unos 100 kilómetros al noreste de Conakri. De 2001 a 2002, Dadis fue enviado a Sierra Leona como miembro de las tropas de mantenimiento de la paz de las Naciones Unidas. En 2004, el presidente Conté envió a Dadis, junto con otros soldados guineanos, a Bremen (Alemania) para recibir 18 meses de entrenamiento militar. En noviembre de 2008, fue nombrado jefe de la unidad de suministros de combustible del ejército guineano, una rama del gabinete del Ministro de Defensa de Guinea.Fue uno de los principales amotinados en los disturbios militares de 2008. Antes del golpe de Estado de diciembre de 2008, no era muy conocido por la población en general.

## Golpe de Estado
Seis horas después de que Somparé anunciara la muerte de Conté, se leyó en televisión un comunicado en el que se anunciaba un golpe de Estado militar.  Esta declaración, leída por el capitán Camara en nombre de la CNDD, decía que "el gobierno y las instituciones de la República han sido disueltos". El comunicado también anunciaba la suspensión de la Constitución "así como de la actividad política y sindical".  La radio nacional guineana comenzó a tocar la canción "Armée Guinéenne" en repetidas ocasiones.  Según Camara, el golpe era necesario debido a la "profunda desesperación" de Guinea en medio de la pobreza y la corrupción rampantes, y dijo que las instituciones existentes eran "incapaces de resolver las crisis que ha estado enfrentando el país". Además, Camara dijo que alguien de las fuerzas armadas se convertiría en presidente, mientras que un civil sería nombrado primer ministro a la cabeza de un nuevo gobierno que sería étnicamente equilibrado.  El Consejo Nacional para la Democracia y el Desarrollo, según Camara, incluiría a 26 oficiales y seis civiles. 
El 24 de diciembre de 2008 se leyó una declaración por radio en la que se anunciaba que el Capitán Camara era el Presidente de la CNDD.  Más tarde ese mismo día, Camara y miles de soldados leales a él desfilaron por la ciudad, rodeados por un gran número de partidarios civiles. Según Camara, "vino a ver si el terreno nos era favorable", declarando que la gran multitud indicaba que el pueblo sí apoyaba el golpe. También el 24 de diciembre, Camara dijo en un programa de radio que el CNDD no quería permanecer en el poder indefinidamente y que tenía la intención de dirigir el país durante dos años, prometiendo "elecciones presidenciales creíbles y transparentes para finales de diciembre de 2010". Esto contradecía una declaración anterior que prometía elecciones dentro del período constitucional de 60 días. 
En declaraciones a la radio el 25 de diciembre, Camara dijo que no tenía previsto presentarse a las elecciones presidenciales al final del período de transición de dos años. También declaró que la CNDD no era susceptible de sobornos. Según Camara, la gente había "empezado a aparecer con bolsas de dinero para tratar de corrompernos. Han tratado de dar dinero a nuestras esposas y autos a nuestros hijos". Advirtió que "perseguiría personalmente a cualquiera que intente corrompernos". 
El 25 de diciembre de 2008, el primer ministro del régimen anterior, Ahmed Tidiane Souaré, juró lealtad a Camara, consolidando así aún más el gobierno de esta última.  El 22 de marzo de 2009, Souaré fue arrestado y recluido en una prisión militar, junto con dos ministros de minas (recordando que Guinea es el mayor exportador mundial de bauxita, el mineral necesario para el aluminio).

## Presidencia
Camara declaró en diciembre de 2008 que su gobierno sería transitorio hasta la celebración de unas elecciones presidenciales en las que él no tomaría parte. Sin embargo, en septiembre de 2009 anunció su intención de presentarse lo que motivó fuertes protestas al considerarse que se preparaba el camino para su perpetuación en el poder.

### Eventos del 28 de septiembre
El 28 de septiembre de 2009, miembros de los partidos de la oposición se manifestaron en el Estadio del 28 de septiembre de Conakri, exigiendo la dimisión de Camara. Aunque muchas ramas de las fuerzas de seguridad estuvieron involucradas, los "Boinas Rojas" de la guardia presidencial, liderados por Abubakar "Toumba" Diakite, fueron responsables de la violencia, disparando, apuñalando, bayoneteando y violando en grupo a los civiles que huían, matando al menos a 157 personas (ONU) e hiriendo al menos a 1.200 no solo en el estadio, sino que muchos huyeron en las calles.  En respuesta a las críticas de organizaciones internacionales de derechos humanos, el gobierno ha dicho que solo 56 personas murieron y que la mayoría fueron pisoteadas por manifestantes que huían. Después del evento, circularon en Internet fotos de teléfonos celulares de fuentes anónimas, que muestran lo que parecen ser muchas mujeres siendo violadas por los soldados de Camara. Pocas mujeres han hablado sobre los ataques en su contra debido al estigma social contra las víctimas de agresión sexual. Sin embargo, Médicos Sin Fronteras ha confirmado que han tratado a varias víctimas de violación y violencia sexual en el incidente. Para un pueblo ya acostumbrado a la violencia, las violaciones eran, sin embargo, especialmente impactantes, ya que tenían lugar en espacios abiertos, a plena luz del día, y eran terriblemente violentas y, a menudo, mortales.  Según numerosos relatos de testigos, las mujeres fueron horriblemente violadas en grupo con cañones de armas y otros objetos. Algunas fueron violadas y luego disparadas con el cañón del rifle en sus vaginas.  

## Intentos de asesinato
En diciembre de 2009 sufrió un intento de asesinato a manos de Aboubacar Diakite, jefe de la guardia presidencial. Diakite iba a ser detenido acusado de ser el responsable de la matanza de manifestantes en septiembre. Dadis Camara tuvo que ser ingresado en un hospital de Rabat, aunque el gobierno aseguró que su estado era estable.
El 4 de diciembre, fuentes de The New York Times sugirieron que, de hecho, Camara había abandonado el país para recibir tratamiento médico en Marruecos, en medio de afirmaciones de las autoridades de que no se encontraba en estado grave.
El vicepresidente (y ministro de Defensa) Sékouba Konaté voló de regreso del Líbano para dirigir el país. Con Camara todavía en rehabilitación, el gobierno de los Estados Unidos expresó su deseo de que Camara se mantuviera fuera de Guinea. Konaté fue nombrado jefe del régimen de transición encargado de la preparación de las elecciones presidenciales de 2010, porque: "Todas las acciones de Camara fueron intentos mal disimulados de tomar el poder... no estamos teniendo esa misma sensación de Konate", según el subsecretario de Estado de Estados Unidos, William Fitzgerald.

## Salida del poder y exilio
El 12 de enero de 2010, Camara viajó a Burkina Faso.  Después de reunirse en Uagadugú los días 13 y 14 de enero, el 15 de enero, Camara, Konaté y Blaise Compaoré, expresidente de Burkina Faso, elaboraron una declaración formal de doce principios en la que prometían el retorno de Guinea a un gobierno civil en un plazo de seis meses. Se acordó que los militares no se presentarían a las próximas elecciones y que Camara continuaría su recuperación fuera de Guinea.  El 21 de enero de 2010, la junta militar nombró a Jean-Marie Doré como primer ministro de un gobierno de transición de seis meses, previo a las elecciones.
Moussa vivió en el exilio en Uagadugú. Durante este tiempo se convirtió del Islam al catolicismo, cambiando su nombre de nacimiento de "Moussa" (Moisés) a su forma francesa, "Moïse". En octubre de 2016, Camara se retiró de la presidencia de su partido, las Fuerzas Patrióticas para la Democracia y el Desarrollo (FPDD) y anunció que no participaría en las próximas elecciones municipales y legislativas.  Regresó brevemente a Guinea en 2013, cruzando la frontera terrestre desde Liberia para asistir al funeral de su madre. Otra visita se vio frustrada en 2015 después de que el presidente Alpha Condé le obligara a desembarcar de un vuelo comercial durante una escala en Costa de Marfil. El 22 de diciembre de 2021, Camara regresó a Guinea. 

## Juicio y encarcelamiento
El 27 de septiembre de 2022, Camara fue encarcelado y juzgado por la masacre de 2009. Salifou Beavogui, uno de los abogados de Camara, declaró que el fiscal había "llevado a nuestros seis clientes a la casa central (prisión) donde aparentemente estarán confinados hasta el final (del juicio)" y que "muy desafortunadamente, el juicio está comenzando con la violación de los derechos de los acusados". El 28 de septiembre, Camara y otros 10 exmilitares y funcionarios del gobierno comparecieron ante el tribunal. 
El 4 de noviembre de 2023, un grupo fuertemente armado sacó a Camara y a otros tres funcionarios de la cárcel de Conakri.  Durante su huida, nueve personas, incluidos tres intrusos y cuatro miembros de las fuerzas de defensa de Guinea, fueron asesinadas, y otras seis fueron tratadas por heridas de bala. Fue recapturado horas después.  El 13 de noviembre se reanudó su juicio, que había sido suspendido durante tres semanas por razones no relacionadas.
El 31 de julio de 2024, Moussa Dadis Camara fue declarado culpable de “crímenes contra la humanidad” en las masacres ocurridas en 2009, y condenado a veinte años de prisión.
El 28 de marzo de 2025, Moussa Dadis Camara fue indultado por Mamadi Doumbouya, el presidente de transición.